# Nota bene
Nota bene (vaak afgekort tot N.B. of NB) betekent: let wel en komt uit het Latijn waar het letterlijk noteer goed betekent, oftewel neem hier goede notitie van.
In teksten wordt het op twee manieren gebruikt.
1. Na een begrip, meestal tussen haakjes, om aan te geven dat er iets uitzonderlijks aan de hand is.
Deze goederen worden per fiets (N.B.) vervoerd.
2. Onderaan een tekst als een aparte alinea om extra de aandacht op te wijzen. De letters N.B. staan dan meestal in de kop van de alinea.

In het spraakgebruik wordt het wel als tussenwerpsel gebruikt.
Hij liep nota bene in korte broek door de vrieskou.
Volgens Het Genootschap Onze Taal kan de afkorting aan het begin van de zin er als volgt uitzien:
1. NB Kom op tijd, want vol is vol. (officieel juist)
2. N.B. Kom op tijd, want vol is vol. (een gangbaar en goed te verdedigen alternatief)